# Pál Várhidi
Pál Várhidi (Újpest, 6 de novembro de 1931 - 12 de novembro de 2015) foi um futebolista e treinador húngaro, que atuava como defensor.

## Carreira
Pál Várhidi fez parte do elenco da Seleção Húngara de Futebol, na Copa do Mundo de 1954.

## Títulos
- Vice - Copa do Mundo de 1954

## Ligações Externas
- Perfil em Fifa.com (em inglês)